# Catherine Leroux
Pour les articles homonymes, voir Leroux.
 (juin 2013).
Si vous disposez d'ouvrages ou d'articles de référence ou si vous connaissez des sites web de qualité traitant du thème abordé ici, merci de compléter l'article en donnant les références utiles à sa vérifiabilité et en les liant à la section « Notes et références ».
Catherine Leroux, née à Rosemère en 1979, est une romancière et traductrice québécoise.

## Biographie
Catherine Leroux est née en 1979 dans la banlieue nord de Montréal, à Rosemère et habite maintenant Montréal. Après avoir occupé le poste de journaliste, elle se consacre à l'écriture tout en menant en parallèle une carrière de traductrice littéraire.
Comme romancière, elle fait notamment paraître La Marche en forêt (Éditions Alto, 2011), Le Mur mitoyen (Éditions Alto, 2013), Madame Victoria (Éditions Alto, 2015) ainsi que L'avenir (en) (Éditions Alto, 2020),,,,,.
Catherine Leroux est également traductrice. Elle traduit notamment Corps conducteurs de Sean Michaels (Éditions Alto, 2016), Nous qui n'étions rien de Madeleine Thien (Éditions Alto, 2018), Le cœur à retardement de Andrew Kaufman (Éditions Alto, 2020) ainsi que Les coups de dés de Sean Michaels (Éditions Alto, 2021),,,
Finaliste du Prix des libraires (2012, 2021) ainsi que du Grand prix du livre de Montréal (2013), Catherine Leroux est récipiendaire du Prix littéraire France-Québec (2014), du Prix littéraire Adrienne-Choquette (2016), du Prix John-Glassco de L’Association des traducteurs et traductrices littéraires du Canada (2017), du Prix littéraire du gouverneur général (2019) ainsi que du Prix Jacques- Brossard (2021),,,,,,,,.

## Œuvres

### Romans
- La Marche en forêt, Québec, Alto, 2011, 299 p. (ISBN 9782923550619 et 9782923550718)
- Le Mur mitoyen, Québec, Alto, 2013, 337 p. (ISBN 9782896941223 et 9782896941247)
- Le Guide des âmes perdues, Paris, Denoël, 2015, 303 p. (ISBN 9782207118207)
- Madame Victoria, Québec, Alto, 2015, 195 p. (ISBN 9782896941926)
- L'avenir (en), Québec, Alto, 2020, 316 p. (ISBN 2896944737, 9782896944736 et 9782896944750)
- Peuple de verre, Québec, Alto, 2024, 288 p. (ISBN 9782896946488, 9782896946495 et 9782896946501)

### Traductions
- Sélections du Compendium des superhéros de la banlieue de Toronto, de Andrew Kaufman, traduit de l’anglais par Catherine Leroux, avec des illustrations de Pishier,  (ISBN 9782896942138)
- Corps conducteurs, de Sean Michaels, traduit de l'anglais par Catherine Leroux, Québec, Alto, 2016, 389 p. (ISBN 9782896942091 et 9782896942114)
- Le saint patron des merveilles, de Mark Frutkin, traduit de l'anglais par Catherine Leroux, Québec, Alto, 2017, 393 p. (ISBN 9782896943067)
- Nous qui n'étions rien, de Madeleine Thien, traduit de l'anglais par Catherine Leroux, Québec, Alto, 2018, 539 p. (ISBN 9782896943302 et 9782896943326)
- Le cœur à retardement, de Andrew Kaufman, traduit de l'anglais par Catherine Leroux, Québec, Alto, 2020,198 p.  (ISBN 2896944613 et 9782896944613)
- Les coups de dés, de Sean Michaels, traduit de l'anglais par Catherine Leroux, Québec, Alto, 2021, 198 p.  (ISBN 9782896944873 et 2896944877)

## Prix et honneurs
- 2012 - Finaliste Prix des libraires du Québec (pour La Marche en forêt))[13]
- 2013 - Finaliste : Grand prix du livre de Montréal (pour Le Mur mitoyen)[14]
- 2014 - Récipiendaire : Prix littéraire France-Québec (pour Le Mur mitoyen)[15],[20]
- 2016 - Récipiendaire : Prix littéraire Adrienne-Choquette (pour Madame Victoria)[16]
- 2016 - Finaliste : Prix Giller[17]
- 2017 - Récipiendaire : Prix John-Glassco de L’Association des traducteurs et traductrices littéraires du Canada (pour Corps conducteurs)[21]
- 2019 - Récipiendaire : Prix littéraire du gouverneur général (pour Nous qui n'étions rien)[18]
- 2021 - Récipiendaire : Prix Jacques-Brossard (pour L'avenir)[12]
- 2021 - Finaliste : Prix des libraires (pour L'avenir)[22],[19]
- 2025 – Finaliste : Prix des Libraires (pour Peuple de verre)[23]